# Емил Бок
Емил Бок (рум. Emil Boc; Рахителе, 26. септембар 1966) био је премијер Румуније. Пре ове функције обављао је дужност градоначелника Клуж-Напоке, највећег града у Трансилванији. Бок је био председник Демократске-либералне странке, странке чији је члан био и председник Трајан Басеску. Тренутно је члан Националне либералне партије.

## Биографија
Емил је син Иоана и Ане Бок, из села Рахителе у округу Клуж. Ожењен је Оаном, предавачем универзитета од 1994. године и имају две ћерке, Цезару и Патрицију.

## Политичка каријера
Бок је ушао у политику 2003. године када је изабран за извршног председника Демократске странке на предлог Трајана Басескуа. Његов посао је био да руководи идентитетом странке како не би била бркана са Националном либералном странком.

### Градоначелник Клуж-Напоке
Преузео је поцизију градоначелника Клуж-Напоке након што је на изборима 2004. године победио екстремно десничарског кандидата Георга Фунара који је био градоначелник претходних 12 година. На тим изборима Бок је заузео прво место испред Иоана Руса из Социјалдемократске странке и Георга Фунара. Бок је освојио 76,2% гласова и није било потребе за другим кругом избора.

### Премијер Румуније
Након парламентарних избора 2008. године, Демократско либерална странка и Социјалдемократска странка су оформиле коалицију за стварање нове владе. Председник Басеску је за мандатара првобитно именовао Теодора Столожана али се он повукао. Емил Бок је предложен 15. децембра а 22. децембра је и званично потврђен од стране парламента за новог председника Владе. У октобру 2009. године му је изгласано неповрење а за мандатара нове владе је предложен Лучијан Кроитору. Ни Кроитору није добио потребну подршку па је за премијера предложен Ливиу Негоица. Након реизбора Трајана Басескуа за председника, Емил Бок је поново предложен за мандатара, од стране Басескуа 17. децембра 2009. године.